# Кандауровский сельсовет (Новосибирская область)
Кандауровский сельсовет — сельское поселение в Колыванском районе Новосибирской области Российской Федерации.
Административный центр — село Кандаурово.

## История
Статус и границы сельского поселения установлены Законом Новосибирской области от 2 июня 2004 года № 200-ОЗ «О статусе и границах муниципальных образований Новосибирской области»

## Население
| 2002 | 2010 | 2012 | 2013 | 2014 | 2015 | 2016 |
| ---- | ---- | ---- | ---- | ---- | ---- | ---- |
| 845  | ↘666 | ↘643 | ↘634 | ↘616 | ↘598 | ↘593 |
| 2017 | 2018 | 2019 | 2020 | 2021 |      |      |
| ↘584 | ↘562 | →562 | ↘551 | ↘526 |      |      |

## Состав сельского поселения
| № | Населённый пункт | Тип населённого пункта       | Население |
| - | ---------------- | ---------------------------- | --------- |
| 1 | Верх-Тоя         | деревня                      | ↘0        |
| 2 | Воробьи          | деревня                      | ↘0        |
| 3 | Изовка           | деревня                      | ↘30       |
| 4 | Кандаурово       | село, административный центр | ↘628      |
| 5 | Середино         | деревня                      | ↘8        |